# Bansard International
Pour les articles homonymes, voir Bansard.
Bansard International est une entreprise française de logistique tierce partie (3PL) et commissionnaire de transport. Elle est implantée en Europe, en Afrique du Nord, au Moyen-Orient, en Asie et aux États-Unis. Fondée en 1963 par Jean-Pierre Bansard. Elle propose des prestations de transport multimodal (air, mer, route, rail) et services associés (logistiques, douanes…).

## Historique

### Les débuts
En 1963 , Jean-Pierre Bansard crée la société Bansard International, dont l’activité principale est le transport routier en Europe. En 1965, il ouvre un département aérien avec un premier bureau à Orly, aujourd’hui siège social du groupe, puis un second à aéroport de Paris-Charles-de-Gaulle (CDG).
En 1977, l’entreprise ouvre un département douane et son premier entrepôt sous douane basé à Orly.

### L'internationalisation de l'activité
En 2003, Simon Pinto, ayant rejoint l’entreprise en 2000, devient Président et actionnaire majoritaire du groupe. Bansard s'internationalise en développant ses activités de transport de fret et de logistique à l'étranger. Le groupe ouvre des filiales en Belgique et en Chine, et fait de son bureau à Shanghai, son siège social de la région Asie-Pacifique. 
En 2007, le transitaire Allport UK entre au capital de Bansard International. Bansard renforce sa politique de proximité en France en ouvrant de nouveaux bureaux régionaux : Poitiers, Limoges, Strasbourg. 
En 2013, Bansard International poursuit son expansion en Chine et ouvre de nouvelles filiales en Espagne, Inde, et au Maghreb avec l'ouverture de nouveaux bureaux en Tunisie et au Maroc, développant des lignes de groupages sur le Maghreb au départ de 5 zones de consolidation en Europe.
En 2014, Bansard International acquiert CrossLog, sixième acteur du marché e-logistique en 2012, entreprise spécialisée en e-logistique et éditrice de logiciels WMS, TMS et outils IT pour les e-commerçants. À la suite du rachat, l'entreprise a été rebaptisée Crosslog International. Bansard International étend sa couverture géographique en Asie du Sud-Est et ouvre de nouveaux bureaux au Bangladesh et en Thaïlande

### Changement d'actionnaire
En 2015, la famille Pinto reprend la totalité de l’actionnariat du Groupe Bansard International. Ouverture des filiales au Viêt Nam, en Israël, un nouveau bureau à Nankin, Chine ainsi que de plusieurs entrepôts sous douane. 
- aux États-Unis, en mettant en place une coentreprise avec Anker International ;
- au Mexique, en créant une représentation commerciale afin de développer l'ensemble de la région d'Amérique latine.

En 2018, ouverture d'une filiale au Myanmar. Achat d'un nouvel entrepôt à Hong Kong.
En mai 2019, le groupe Bansard rentre au capital de l'entreprise australienne Cargo Line International ce qui constitue le premier lien concret du groupe avec le marché Australien  & lance son site en version chinoise. La société est en pourparler pour acquérir ASL Airlines France. 
Au mois de septembre 2019, Bansard International lance son entité spécialisée dans l’industrie aéronautique et aérospatiale B.Aero. 
Pendant les deux mois de confinement du printemps 2020, Bansard International subit une chute vertigineuse de son activité de l’ordre de 30 %.
En octobre 2021, le groupe est racheté par Seko logistics (Ridgemont Equity Partners (en)).
En 2024, Simon Pinto investit à hauteur de 15% dans la capital de Carrefour (Israël).

## Activités

### Services et solutions
Les activités du groupe Bansard International sont réparties en 4 solutions:
1. Solutions Transport proposant des prestations de transport multimodales comprenant le transport aérien, transport maritime, transport routier, transport ferroviaire, transport combiné et express
2. Solutions Logistiques depuis l'approvisionnement, l'entreposage jusqu'à la distribution finale
3. Solutions IT via la mise en place d'outils d’analyse et de pilotage de gestion la chaîne logistique
4. Solutions Supply chain à travers un service d'audit et de consulting

Les solutions s'étendent à la majorité des grands secteurs d'activité de produits destinés aux clients professionnels et aux consommateurs grand public, comprenant l'industrie du textile, parfums et cosmétique, technologie de pointe, mobilier, automobile et pièces détachées, vins et spiritueux et du commerce en ligne.

### Situation dans le monde
Le siège social historique de Bansard International se trouve à Orly-Rungis, au Sud de Paris, en France. L'entreprise est implantée dans 17 pays et compte plus de 70 bureaux. Le siège social de la région Asie-Pacifique est situé à Shanghai, Chine.  

#### Europe
Implanté dans 3 pays d’Europe :  France ,  Belgique  et Espagne .

#### Afrique et Moyen-Orient
Implanté au Maroc , en Tunisie  et en Israël .

#### Amérique du Nord et Sud
Implanté aux États-Unis  et au Mexique .

#### Asie
Implanté dans 8 pays d’Asie: Chine / Hong Kong(Chine) , Bangladesh , Cambodge , Inde , Myanmar, Thaïlande , Singapour , Vietnam  et Australie  .